# A Coming Into Existence
Albums de Origin
Origin
(2000)
A Coming Into Existence est le premier enregistrement du groupe de brutal Death metal technique américain Origin. Il s'agit d'une démo sorti en 1998 en version CD et cassette.

## Composition du groupe
- Mark Manning - chant
- Paul Ryan - guitare, chant
- Jeremy Turner - guitare, chant
- Clinton Appelhanz - basse
- George Fluke - batterie

## Liste des morceaux
| 1.    | Lethal Manipulation | 2:15 |
| 2.    | Sociocide           | 3:53 |
| 3.    | Mamimal Instincts   | 2:42 |
| 4.    | Inner Reflections   | 3:10 |
| 12:16 |                     |      |